# Rặng trâm bầu
"Rặng trâm bầu" là một nhạc phẩm thuộc dòng nhạc đỏ và nhạc quê hương Việt Nam được sáng tác bởi nhạc sĩ Thái Cơ vào năm 1972.
"Rặng trâm bầu" ra đời khi Thái Cơ chứng kiến những trận chiến giữa quân giải phóng và phía bên kia chiến tuyến trong chiến tranh Việt Nam, đồng thời biết được cảm xúc của Hồ Chí Minh khi nghe những chiến sĩ kể lại việc ẩn dưới bóng cây trâm bầu để đối đầu với kẻ thù. Ca khúc đã được Kiều Hưng và Thanh Huyền thu âm trên sóng Đài Tiếng nói Việt Nam và trở nên nổi tiếng. 
Sau này, nhạc phẩm cũng đã được nhiều ca sĩ khác thể hiện lại, nhan đề ca khúc được sử dụng để chuyển thể thành phim và kịch nói. Đây được xem là một trong những ca khúc tiêu biểu nhất của ông, giúp Thái Cơ nhận Giải thưởng Nhà nước về Văn học Nghệ thuật năm 2007.

## Hoàn cảnh ra đời
Theo nhạc sĩ Thái Cơ và gia đình, do không thể vào miền Nam vì chia cắt, nhạc sĩ đã đạp xe vào đến Bến Hải. Ông chứng kiến những trận bom do Hoa Kỳ thả xuống, những trận chiến của quân giải phóng với phía bên kia chiến tuyến. Ngoài ra, ông cũng được biết rằng Hồ Chí Minh từng xúc động khi nghe những chiến sĩ miền Nam kể lại những tháng ngày với đồng đội sống trong những căn hầm sâu kín, dưới bóng những cây trâm bầu để đối đầu với kẻ thù. Vì vậy, ông đã sáng tác ca khúc "Rặng trâm bầu". Bài hát được ông sáng tác vào năm 1972. Vào cuối năm này, Kiều Hưng và Thanh Huyền đã thu âm ca khúc này trên sóng của Đài Tiếng nói Việt Nam.
Thái Cơ sáng tác ca khúc này khi ông chưa bao giờ nhìn thấy tận mắt bất kỳ một rặng trâm bầu nào, và cũng chưa từng đặt chân đến Nam Bộ. Ông cho rằng những lời hát do mình sáng tác là từ việc nghe những người Nam Bộ ra Bắc kể lại. Ngoài ra, lời hát của ca khúc có một vài nhầm lẫn khi thực tế lá trâm bầu không "xanh thắm" hay loài cây không "bát ngát xa trông" như những gì ông viết trong bài hát. Đến năm 1993, nhà báo Lê Xuân Sơn khi đi công tác ở đồng bằng sông Cửu Long đã tìm hỏi và mang về tặng Thái Cơ một nhánh cây trâm bầu.

## Đón nhận và phổ biến
Bản thu ca khúc "Rặng trâm bầu" được Kiều Hưng và Thanh Huyền thu năm 1972 có đệm cả tiếng đàn bầu. Ca khúc qua giọng hát của Kiều Hưng và Thanh Huyền đã trở nên nổi tiếng trong suốt thập niên 1970. Thậm chí theo nhạc sĩ Thái Cơ, ông rất hài lòng với phần thể hiện "Rặng trâm bầu" của Thu Hiền và Kiều Hưng. Bài hát được công chúng yêu mến, và ông cũng đã nhận được hàng nghìn lá thư bày tỏ tình cảm của người nghe ở Việt Nam. Ca khúc "Rặng trâm bầu" thường được Đài Tiếng nói Việt Nam phát đi phát lại nhiều lần vào khoảng thời gian khuya muộn.
Bài hát về sau cũng đã được nhiều nghệ sĩ khác thể hiện như Thu Hiền, Trung Đức, Trọng Tấn, Anh Thơ, Việt Hoàn,... Với Trọng Tấn, album Rặng trâm bầu được cho là có sức tiêu thụ lớn. Vào ngày nhạc sĩ Thái Cơ qua đời 31 tháng 3 năm 2004, trong thời gian nghỉ giữa hai hiệp trận đấu vòng loại World Cup 2006 giữa tuyển Việt Nam và Liban, kênh VTV3 đã cho phát ca khúc với phần song ca của Việt Hoàn và Anh Thơ. Năm 2013, một liveshow có tên "Rặng trâm bầu" được tổ chức ở Nhà hát Lớn Hà Nội nhân dịp kỷ niệm Ngày thương binh liệt sĩ.
Vào năm 2004, một bộ phim lấy nhan đề "Rặng trâm bầu" đã được Hãng phim Phương Đông, Điện ảnh Quân đội và Đài Phát thanh – Truyền hình Tiền Giang cho ra mắt nhân kỷ niệm ngày Quốc khánh Việt Nam 2 tháng 9, phim sau đó đã được gửi tham dự Liên hoan phim Việt Nam lần thứ 14. Phim "Rặng trâm bầu" sau đó đã được Trịnh Kim Chi chuyển thể thành kịch và được Hội Sân khấu Việt Nam tặng bằng khen tại Liên hoan sân khấu kịch nói chuyên nghiệp toàn quốc 2018, giúp cô nhận Huy chương vàng tại sự kiện này.
Năm 2007, "Rặng trâm bầu" là một trong sáu ca khúc của Thái Cơ được Nhà nước Việt Nam trao Giải thưởng Nhà nước về văn học nghệ thuật.